# Karanganyar (Regierungsbezirk)

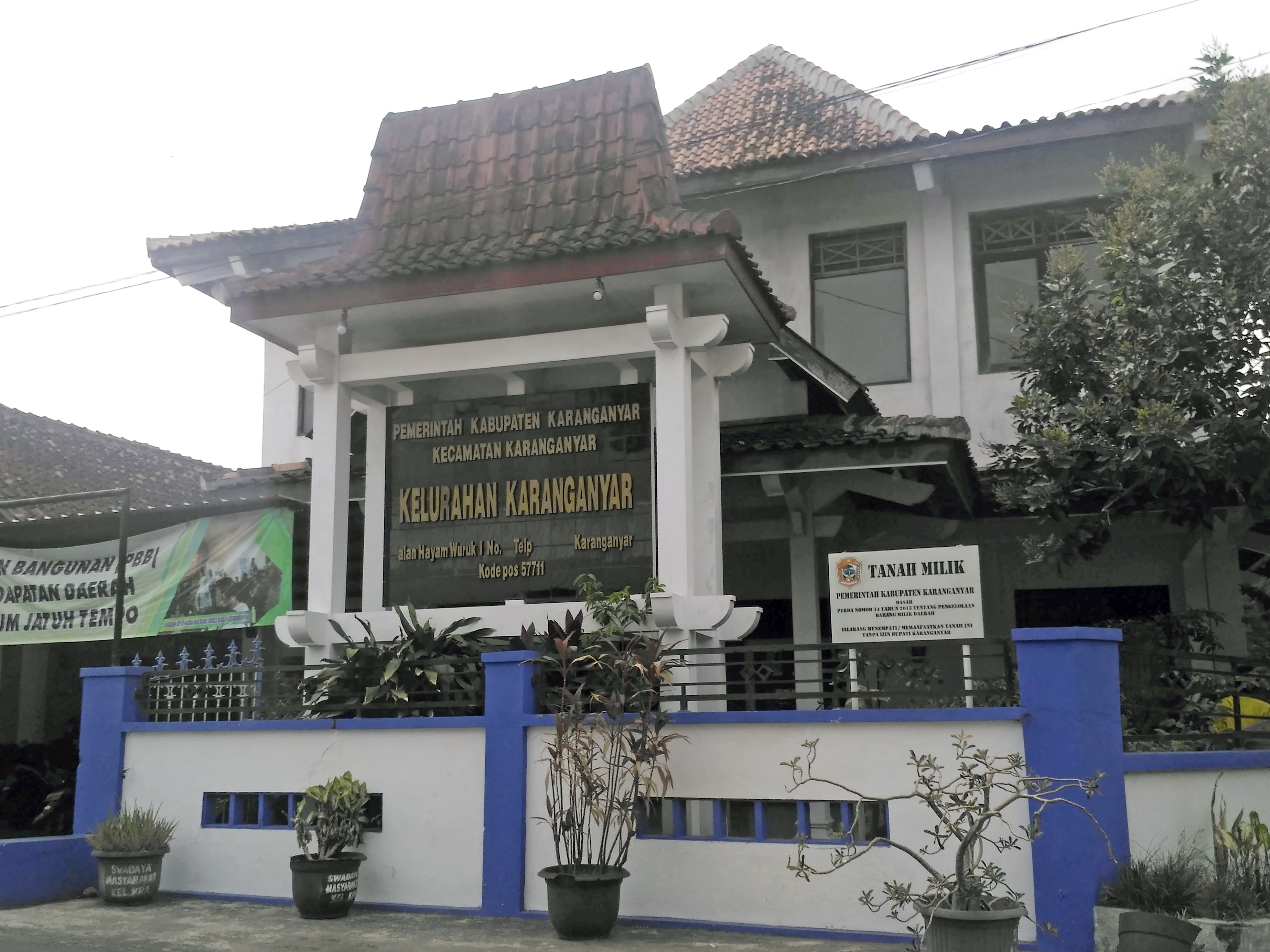
Verwaltungsgebäude des Kelurahan Karanganyar

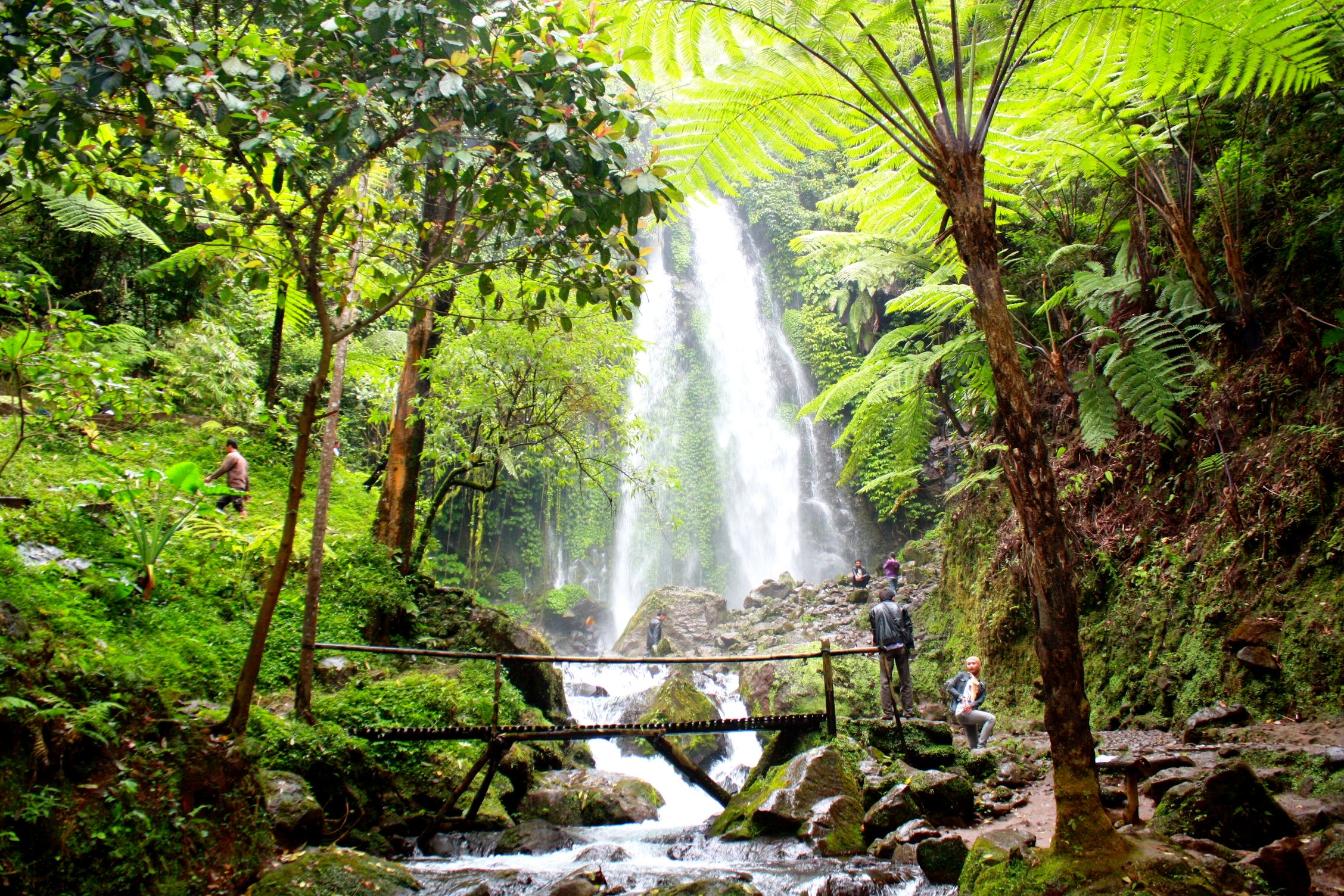
Tawangmangu Wasserfall

Karanganyar ist ein indonesischer Regierungsbezirk (Kabupaten) in der Provinz Jawa Tengah, im Zentrum der Insel Java. Mitte 2022 leben hier etwa 0,9 Millionen Menschen. Hauptstadt und Regierungssitz des Verwaltungsdistrikts ist die Stadt Karanganyar.

## Geografie
Der Regierungsbezirk Karanganyar liegt im Südosten von Zentraljava und erstreckt sich zwischen 7°28″ und 7°46″ s. Br. sowie zwischen 110°40″ und 110°70″ ö. L. Er grenzt an die Regierungsbezirke Magetan (im Osten) und Ngawi (im Nordosten) – beide von der Provinz Ostjawa. Weiterhin an Sragen im Norden, an Wonogiri im Süden, an Sukoharjo im Südosten, an Boyolali im Nordosten sowie an die Stadt Surakarta im Nordosten. Die Stadt Surakarta trennt die Exklave, den Distrikt (Kecamatan) Colomadu (11 Dörfer, 17,97 km² und 67.594 Einwohner Mitte 2022) vom Hauptgebiet. Zudem wird Colomadu von den Regierungsbezirken Boyoali im Norden sowie Sukoharjo im Westen und Süden begrenzt.

## Verwaltungsgliederung
Administrativ unterteilt sich Karanganyar in 17 Distrikte (Kecamatan), die nach ihren Hauptorten bzw. Verwaltungssitzen (Ibu Kota) benannt sind. Die untergeordneten Dörfer (162 Desa und 15 Kelurahan) gliedern sich in 1.039 Dusun, 1.944 RW (Rukun Warga) und 6.508 RT (Rukun Tetangga)-
| Code 1   | Kecamatan Distrikt  | Fläche (km²) | Einwohner Census 2010 2 | Volkszählung 2020 | Volkszählung 2020 | Volkszählung 2020 | Anzahl der | Anzahl der |
| Code 1   | Kecamatan Distrikt  | Fläche (km²) | Einwohner Census 2010 2 | Einwohner 3       | 0Dichte 40        | Sex Ratio 5       | Desa 6     | Kel. 7     |
| -------- | ------------------- | ------------ | ----------------------- | ----------------- | ----------------- | ----------------- | ---------- | ---------- |
| 33.13.01 | Jatipuro            | 40,37        | 27.071                  | 33.647            | 833,5             | 100,7             | 10         | –          |
| 33.13.02 | Jatiyoso            | 67,16        | 34.709                  | 39.339            | 585,8             | 101,6             | 9          | –          |
| 33.13.03 | Jumapolo            | 55,67        | 33.912                  | 41.814            | 751,1             | 101,9             | 12         | –          |
| 33.13.04 | Jumantono           | 53,55        | 40.367                  | 48.854            | 912,3             | 99,7              | 11         | –          |
| 33.13.05 | Matesih             | 26,27        | 38.467                  | 44.314            | 1.686,9           | 99,8              | 9          | –          |
| 33.13.06 | Tawangmangu         | 70,03        | 42.355                  | 46.998            | 671,1             | 101,0             | 7          | 3          |
| 33.13.07 | Ngargoyoso          | 65,34        | 31.021                  | 36.583            | 559,9             | 99,8              | 9          | –          |
| 33.13.08 | Karangpandan        | 34,11        | 37.811                  | 43.424            | 1.273,1           | 98,2              | 11         | –          |
| 33.13.09 | Karanganyar         | 43,03        | 74.749                  | 84.948            | 1.974,2           | 98,7              | –          | 12         |
| 33.13.10 | Tasikmadu           | 27,60        | 56.111                  | 66.690            | 2.416,3           | 98,3              | 10         | –          |
| 33.13.11 | Jaten               | 25,55        | 78.304                  | 84.226            | 3.296,5           | 98,8              | 8          | –          |
| 33.13.12 | Colomadu            | 15,64        | 71.097                  | 75.313            | 4.815,4           | 97,4              | 11         | –          |
| 33.13.13 | Gondangrejo         | 56,80        | 72.933                  | 87.095            | 1.533,4           | 101,7             | 13         | –          |
| 33.13.14 | Kebakkramat         | 36,46        | 58.695                  | 64.418            | 1.766,8           | 98,1              | 10         | –          |
| 33.13.15 | Mojogedang          | 53,31        | 58.144                  | 69.372            | 1.301,3           | 99,6              | 13         | –          |
| 33.13.16 | Kerjo               | 46,82        | 32.797                  | 37.593            | 802,9             | 99,3              | 10         | –          |
| 33.13.17 | Jenawi              | 56,08        | 24.653                  | 27.335            | 487,4             | 99,4              | 9          | –          |
| 33.13    | Kab. Karanganyar000 | 773,79       | 813.196                 | 931.963           | 1.204,4           | 99,5              | 162        | 15         |

## Demographie
Zur Volkszählung im September 2020 lebten im Kabupaten Karaganyar 931.963 Menschen, davon 467.179 Frauen (50,13 %) und 464.784 Männer. Gegenüber dem letzten Census (2010) sank der Frauenanteil um 0,32 Prozent. 69,05 % (643.511) gehörten 2020 zur erwerbsfähigen Bevölkerung; 22,31 % waren Kinder (bis 14 Jahre) und 8,64 % waren im Rentenalter (ab 65 Jahren).
Mitte 2022 bekannten sich 96,14 Prozent der Einwohner zum Islam, Christen waren mit 3,55 % (21.511 ev.-luth. / 11.709 röm.-kath.) vertreten, 0,27 % waren Hinus und 0,03 % waren Buddhisten. Zur gleichen Zeit waren von der Gesamtbevölkerung 40,78 % ledig; 51,60 % verheiratet; 1,95 % geschieden und 5,67 % verwitwet.

### Bevölkerungsentwicklung
| SP/SUPAS (Jahr)  | 1971         | 1980         | 1990         | 1995         | 2000         | 2005         | 2010         | 2015         | 2020         |
| ---------------- | ------------ | ------------ | ------------ | ------------ | ------------ | ------------ | ------------ | ------------ | ------------ |
| Kab. Karanganyar | 501.975      | 604.611      | 697.948      | 730.920      | 761.988      | 793.417      | 813.196      | 855.621      | 931.963      |
| Anteil in %      | 2,29 %       | 2,38 %       | 2,45 %       | 2,34 %       | 2,57 %       | 2,45 %       | 2,23 %       | 2,53 %       | 2,54 %       |
| Jawa Tengah      | .21.877.081. | .25.372.889. | .28.521.692. | .31.223.258. | .29.653.266. | .32.382.657. | .36.516.035. | .33.753.023. | .36.742.501. |

| Rang unter den 29 Kabupaten der Provinz (06/2022) | Rang unter den 29 Kabupaten der Provinz (06/2022) |
| ------------------------------------------------- | ------------------------------------------------- |
| Fläche                                            | 00026                                             |
| Einwohnerzahl                                     | 00021                                             |
| Dichte                                            | 00010                                             |

- Bevölkerungsentwicklung des Kabupaten Karanganyar von 1971 bis 2020
- Ergebnisse der Volkszählungen Nr. 3 bis 8 – Sensus Penduduk (SP)
- Ergebnisse von drei intercensalen Bevölkerungsübersichten (1995, 2005, 2015) – Survei Penduduk Antar Sensus (SUPAS)[6]

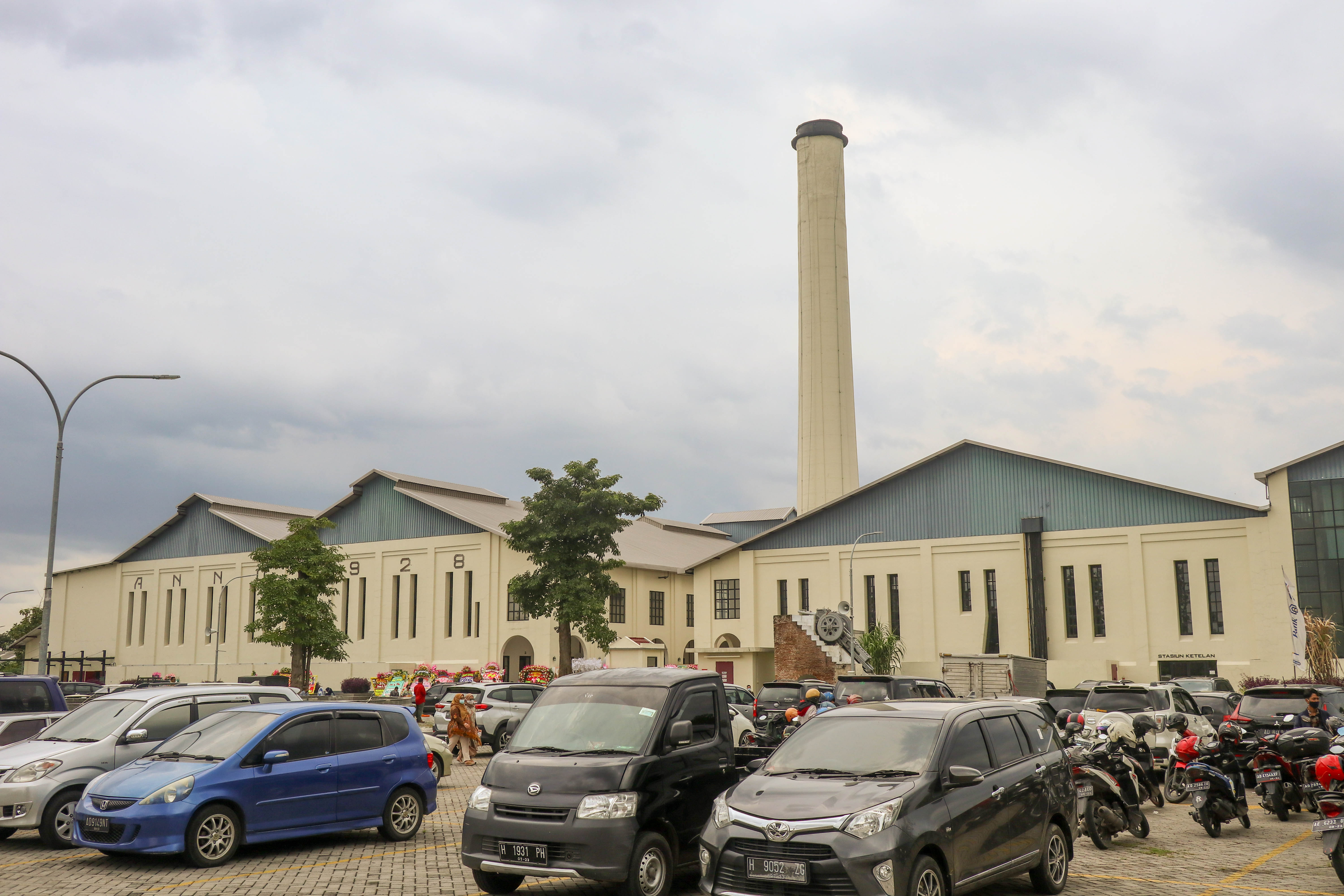
Außenansicht der Zuckerfabrik in Colomadu